# 锯齿棘猛水蚤
锯齿棘猛水蚤（学名：Attheyella dentata）为异足猛水蚤科棘猛水蚤属的动物。分布于俄罗斯、澳大利亚、挪威、瑞典、丹麦、德国、法国、瑞士、捷克斯洛伐克、波兰、罗马尼亚、北美阿拉斯加以及中国大陆的新疆等地，栖息于各种类型的水域中。